# Pilar Díaz
Pilar Díaz Romero (Barcelona, 1967) es una política española del Partido de los Socialistas de Cataluña(PSC) y doctora ingeniera en telecomunicaciones. Actualmente es Delegada del Gobierno de la Generalidad en Barcelona desde el 3 de septiembre de 2024. Anteriormente fue alcaldesa de Esplugas de Llobregat durante más de 18 años (2006-2024).

## Formación académica y carrera profesional
Pilar Díaz es ingeniera superior de telecomunicaciones (1990) y doctora ingeniera en telecomunicaciones (1994) por la Universidad Politécnica de Cataluña (UPC). Durante su carrera académica, fue profesora asociada en el Departamento de Teoría de la Señal y Comunicaciones de la UPC entre 1991 y 1995, y desde 1995 ocupa el cargo de profesora titular en la misma universidad.
Su trayectoria investigadora le valió el premio Ericsson a la Mejor Tesis Doctoral en Comunicaciones Móviles. Además, ha publicado diversos artículos sobre urbanismo y memoria democrática en medios como El Periódico de Catalunya. Entre sus publicaciones destacan:
1. Esplugues es 'Únicas'[2]
2. Esplugues-Porta Diagonal: el Ave Fénix del urbanismo en la región metropolitana[3]
3. Una democracia se defiende con la memoria[4][5]

## Trayectoria política

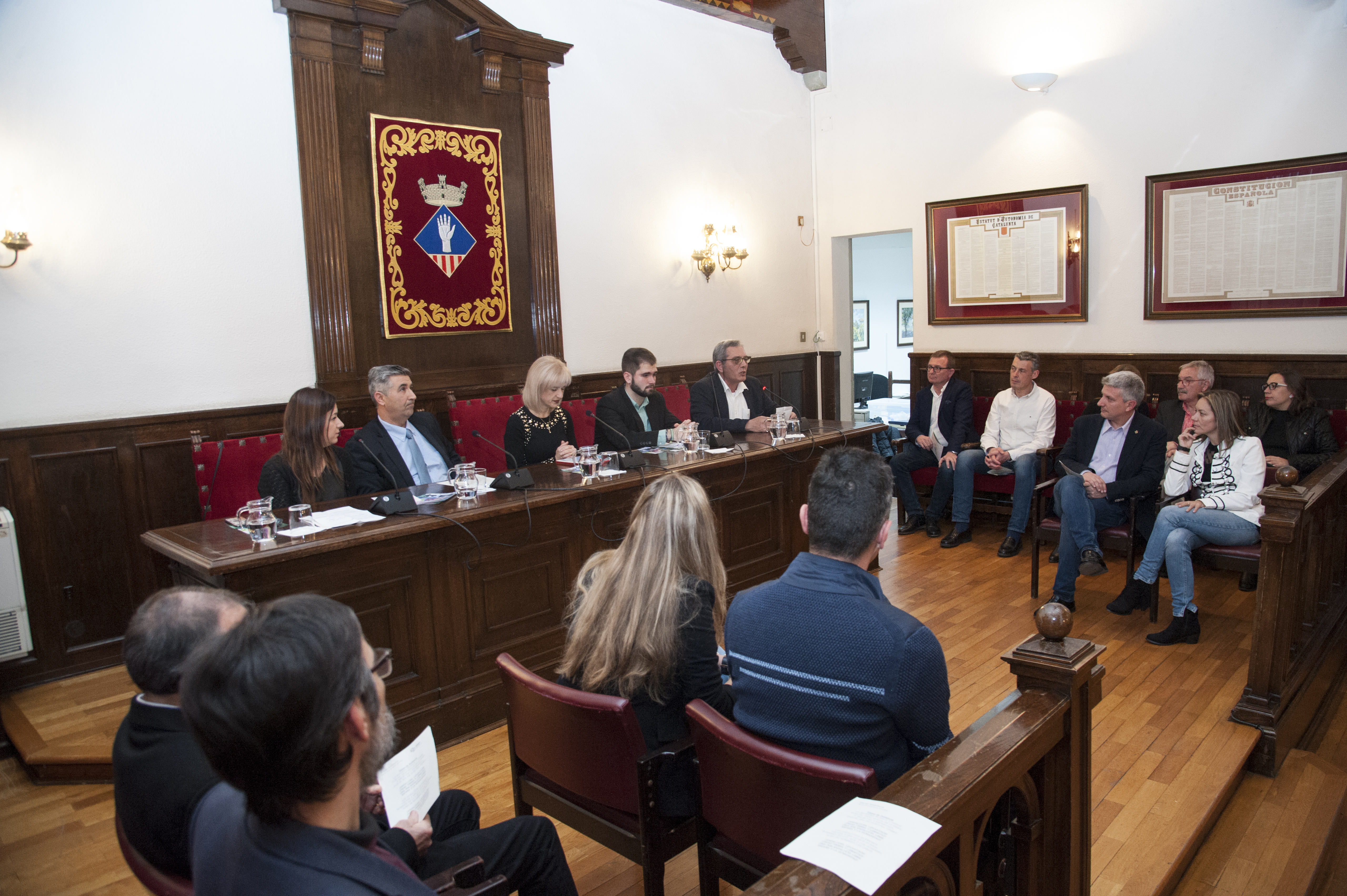
Presidiendo la cámara plenaria del ayuntamiento en 2019

Pilar Díaz milita en el Partit dels Socialistes de Catalunya (PSC) desde 1983. Ha formado parte de las comisiones ejecutivas de las Federaciones de Hospitalet de Llobregat y Barcelona, así como de la Agrupación local de Esplugas de Llobregat. Actualmente es miembro de la Comisión Ejecutiva Nacional del PSC, donde ocupa la Secretaría de Universidades y Transición Digital.
En 2003 fue elegida Primera Teniente de Alcalde del Ayuntamiento de Esplugas de Llobregat, donde ejerció como portavoz del grupo municipal del PSC y asumió competencias en Servicios Económicos, Mujer y Plan Estratégico. El 12 de junio de 2006 se convirtió en alcaldesa de Esplugas de Llobregat, sucediendo a Lorenzo Palacín, también del PSC. Fue reelegida en varias legislaturas, hasta que renuncióal cargo el 2 de octubre de 2024 para asumir la Delegación del Gobierno de la Generalitat en Barcelona.

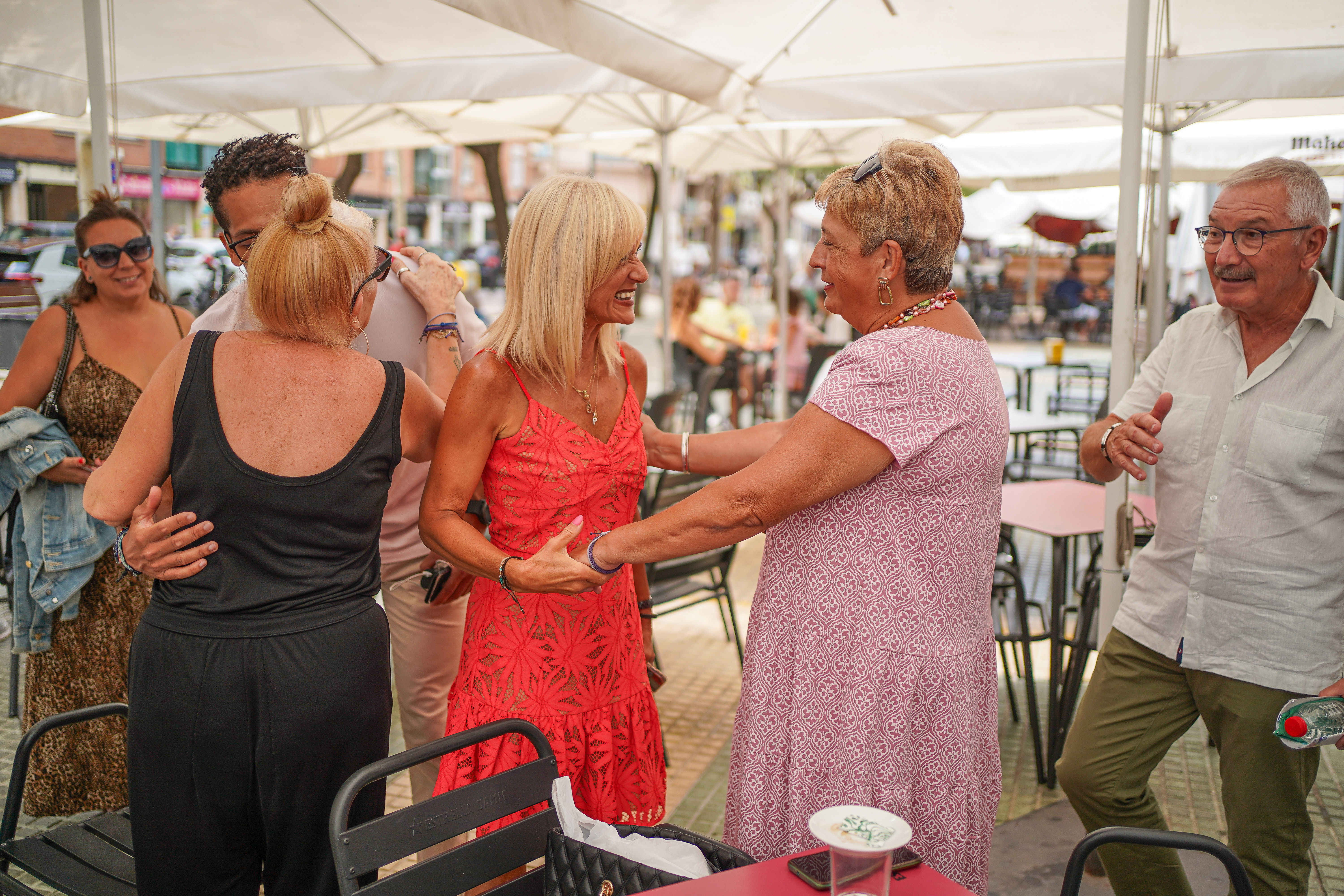
Pilar Díaz como alcaldesa de Esplugas junto a vecinos

Entre 1999 y 2006 fue diputada en el Parlament de Catalunya durante las legislaturas VI y VII. Desde 2011 hasta 2024, fue diputada en la Diputación de Barcelona, donde llegó a ocupar el cargo de Presidenta delegada del área de servicios generales y transición digital. También desempeñó importantes funciones como Presidenta del Consorcio LOCALRET (2023-2024), vicepresidenta ejecutiva del Instituto de Estudios Regionales y Metropolitanos (IERMB) y vicepresidenta de la Comisión de Modernización y Calidad de la Federación Española de Municipios y Provincias (2007-2011).

## Delegada del Gobierno en Barcelona
El 3 de septiembre de 2024, Pilar Díaz fue nombrada Delegada del Gobierno de la Generalidad de Cataluña en Barcelona con Salvador Illa. En este rol, tiene la responsabilidad de coordinar la acción del gobierno en la región metropolitana, especialmente en áreas clave como la transición digital y los servicios públicos.

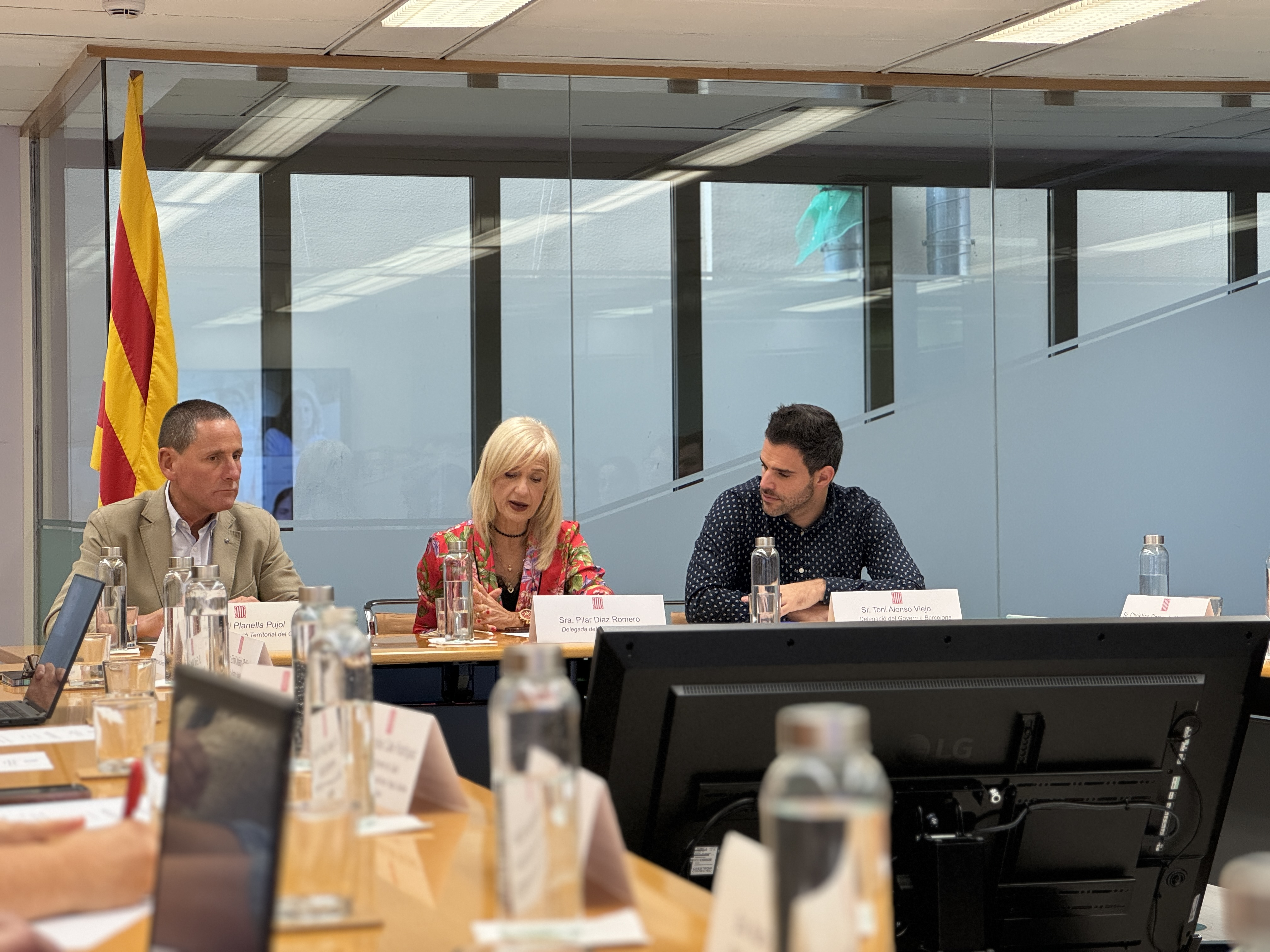
La delegada Pilar Díaz presideix el Consell de Direcció de l’Administració Territorial de la Generalitat a Barcelona

## Vida personal
Pilar Díaz está casada y tiene dos hijos.